# Lysilinga digita
Lysilinga digita är en tvåvingeart som beskrevs av Webb 2006. Lysilinga digita ingår i släktet Lysilinga och familjen stilettflugor. Inga underarter finns listade i Catalogue of Life.